# Я её любил. Я его любила
Я её любил. Я его любила — первый изданный роман французской писательницы Анны Гавальда́. Опубликован в октябре 2003 года. 
В России книга была переведена и выпущена в 2006 году издательством «Астрель» в переводе Е. Клоковой.

## Герои
Хлоя — молодая женщина, переживающая уход мужа Адриана к другой женщине.
Пьер — отец Адриана, пытающийся помочь своей невестке.

## Сюжет
Главную героиню, Хлою, бросил муж Адриан с двумя маленькими детьми. Отец Адриана, Пьер, увозит невестку с внучками в загородный дом. Там между Хлоей и Пьером происходит откровенный разговор, в котором Пьер рассказывает историю своей любви к Матильде, которую он скрывал от всех в течение 20 лет.

## Экранизация
Весной 2009 года роман был экранизирован режиссёром Изабель Брайтман. Главных героев сыграли Даниель Отой (Пьер), Мари-Жозе Кроз (Матильда) и Флоранс Луаре (Хлоя). 

## Рецензии
- Das Leben, und wie man es verpasst Архивная копия от 24 апреля 2019 на Wayback Machine. Die Welt. (нем.)
- Noch eins drauf? Архивная копия от 6 апреля 2014 на Wayback Machine. FAZ. (нем.)
- Someone I loved Архивная копия от 30 января 2013 на Wayback Machine. Publishersweekly.com  (англ.)